# Brazil (Indiana)
Brazil é uma cidade localizada no estado americano de Indiana, no Condado de Clay.

## História
Na década de 1840 os proprietários da fazenda que, anos depois, viria a se tornar a cidade, decidiram dar a ela o nome de Brazil, em homenagem ao país que, na época, era assunto de muitas notícias que chegavam aos EUA. A cidade foi fundada em 1866 com o nome Brazil, em homenagem ao nome da fazenda em cujas terras estava e, indiretamente, ao país homônimo.
Uma réplica do Chafariz dos Contos, monumento famoso da cidade de Ouro Preto construído em 1745, foi dada pelo Brasil à cidade em 1956 como símbolo de amizade e está exposto no Forest Park.

## Geografia e demografia
De acordo com o Departamento do Censo dos Estados Unidos, tem uma área de 7,84 km² (3,03 mi²).
Segundo o censo americano de 2010, a população da cidade era de 7.912 pessoas. Em 2020, este número aumentou para 8.181 habitantes.

## Localidades na vizinhança
O diagrama seguinte representa as localidades num raio de 16 km ao redor de Brazil.